# 郭靖

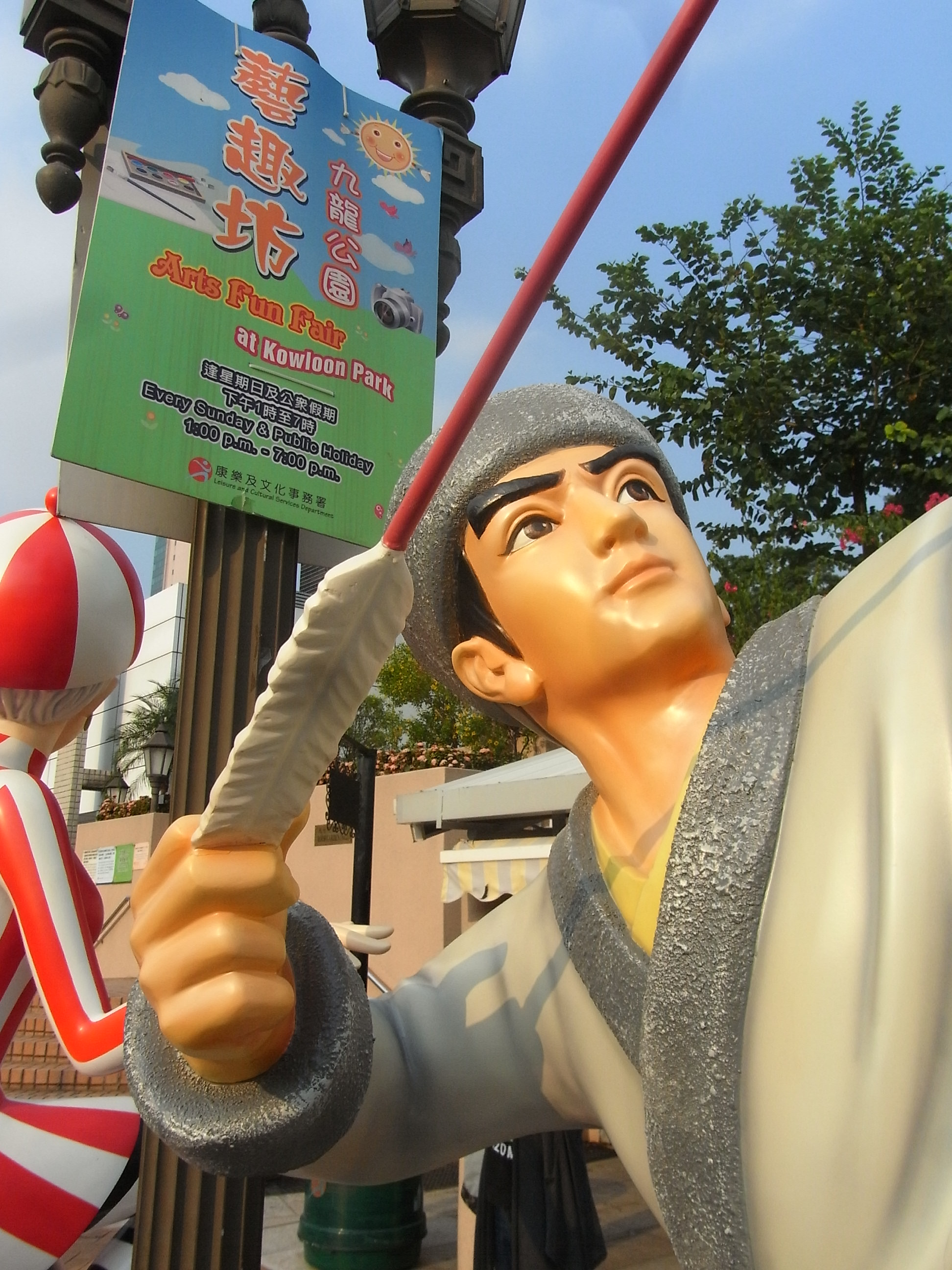
《射鵰英雄傳》主角郭靖於「香港漫畫星光大道」展示的雕塑。

郭靖是金庸武俠小說虛構人物。《射鵰英雄傳》中的男主角及《神鵰侠侶》中的重要角色，新天下五絕之「北俠」，為金庸小說中武功絕頂的高手之一。
《倚天屠龍記》也曾引述相關事跡，郭靖是貫通“射雕三部曲”的關键人物之一，是郭嘯天和李萍之子，黃藥師的女婿，「老頑童」周伯通、杨康、穆念慈和蒙古王子拖雷之義兄弟，黃蓉之丈夫，郭芙、郭襄、郭破虜之父，耶律齊之岳父，武敦儒、武修文之師父、楊過的義伯父。武功師承江南七怪和丐幫幫主「北丐」洪七公，其射箭技術則師承哲別，而全真教「老頑童」周伯通和馬鈺亦曾傳授武功給他。
郭靖身穿粗布長袍、濃眉大眼、五官端正、胸寬腰挺，天性敦厚和樸實、尊師重孝、重情重義、重視諾言和守信。一生深受其師父洪七公忠義報國和正直人品影響，因此一生俠義為懷，長期以身報國不遺餘力，具有一切模範俠義和大俠應有的精神和節操品格，因此被書中形容為『為國為民，俠之大者』。
為國為民的巨大精神能量和本身的品格感染了身邊的人，尤其是神鵰俠侶的主角義姪楊過，使其不至於誤入歧途，重蹈父親楊康賣國和作惡忘恩的覆轍，他亦把這些品格傳授給他的子女和徒弟，這可從郭芙的對話和抗蒙表現可看出，甚至後世由其次女郭襄所創的峨嵋派宗旨和作風也隱隠可體現、感受到他的品格和精神。最後為了抵抗蒙元軍隊，與妻子黃蓉一起戰死襄陽。
郭靖雖天資愚鈍，但運氣和人緣絕佳，加上有非凡的毅力，並且因緣際會，因而身兼《九陰真經》、七十二路空明拳、雙手互搏以及降龍十八掌四大神功。武功修為達至已臻化境、出神入化、隨心所欲之境界。甚至連倚天屠龍記裡，百歲高齡兼絕頂高手張三丰亦認為自己刻下的內功修為，或許尚未及得上郭靖之功力，足見其厲害。
而郭靖一生最大的絕學為《九陰真經》、降龍十八掌、七十二路空明拳、雙手互搏。在《射鵰英雄傳》結束的時候，武功已幾近天下五絕之級別；在《神鵰侠侶》結束的時候，則已是當世武功絕頂的高手之一。
登場回數：
- 《射鵰英雄傳》：3-40
- 《神鵰侠侶》：2-4、11-14、20-25、35-37、39-40

## 生平
祖先是《水滸傳》中梁山泊一百零八好漢之一的地祐星「賽仁貴」郭盛，生於蒙古，但祖籍源自中國北方的山東。
郭靖個性忠厚，崇尚節義，愛國愛民，天生一副俠義心腸，曾屢遭奇遇以致武功驚世駭俗，且因鑽研《武穆遺書》而深諳用兵之道，是金庸小說中極受歡迎的一位男主角。

### 《射鵰英雄傳》
郭靖之父郭嘯天因被段天德與金國六王爺完顏洪烈陷害，死於臨安牛家村。郭靖之母李萍逃難至蒙古大漠，於風雪中產下郭靖。
郭靖早年在蒙古部落成長，拜哲別為師，習得射箭的技能，可百步穿楊，曾一箭雙鵰，技驚四座。並與「成吉思汗」鐵木真四子拖雷結拜為「安答」（「安答」為蒙古人對義兄弟的稱呼）。
江南七怪北上蒙古尋得郭靖授其武藝，並巧遇全真派掌門「丹陽子」馬鈺授其全真派內功。郭靖還精熟蒙古的搏擊術，並以此對付武林高手如歐陽克之流。
後郭靖因相助鐵木真化解扎木合叛變之圍後，得鐵木真垂青，並與鐵木真之女華箏訂婚，成為金刀駙馬。
郭靖十八歲時，為赴嘉興醉仙樓與楊康比武之約，以及為報殺父之仇，來到中原，郭靖出大漠，下江南，途中在張家口遇到女扮男裝的黃蓉。之後郭靖才知道黃蓉是名女子，並與之成為情侶，一起闖蕩江湖。不久楊鐵心夫婦重逢，卻在金國六王爺、趙王完顏洪烈派遣沙通天、彭連虎等人追捕下，雙雙被迫自盡身亡。丘處機因楊康品行惡劣而向江南七怪甘拜下風，醉仙樓之約自告了結，並向沙通天等人約戰，於半年後的八月中秋在嘉興醉仙樓再行比試武藝。郭靖與完顏洪烈之手下高手搏鬥時，不慎喝盡梁子翁的腹蛇奇血，使其百毒不侵並功力大增。
郭靖與黃蓉遊江南時巧遇丐幫第十八代幫主「北丐」洪七公，洪七公教了郭靖兩月有餘，習得「降龍十八掌」的前十五掌。然而洪七公則強調與郭靖並無師徒名份。
在太湖先後遇上歸雲莊莊主陸乘風、前來混水摸魚的裘千丈以及桃花島島主「東邪」黃藥師，並假借楊康之手殺段天德報了父仇。杨康虽得知身世并与郭靖履行结拜之约，但内心不愿舍弃完顏洪烈继子的富贵身份，在郭靖提出一起杀害完颜洪烈以报家仇时阳奉阴违。
靖、蓉二人隨後在寶應從意圖非禮的歐陽克手上救出程瑤迦，此時洪七公終承認郭靖為徒弟，並補全降龍十八掌的後三掌予郭靖。
郭靖在桃花島時與「老頑童」周伯通結拜為兄弟，並習得《九陰真經》、「空明拳」及「雙手互搏」三套上乘武學，之後更經歷了黃藥師三道試題（分別為武藝、樂曲節拍、背誦經書）、洪濤群鯊、落難明霞島(壓鬼島)諸事。
夜裡群雄大鬧禁宮，郭靖被楊康用匕首及歐陽鋒的蛤蟆功重創，經過和黃蓉七日七夜的密室療傷後得以痊癒。後兩人同往丐幫岳州大會阻止楊康密謀奪取丐幫幫主之位的陰謀詭計，並助黃蓉從楊康手中奪回打狗棒，使黃蓉真正被丐幫眾人承認為洪七公親自欽點的繼任人——丐幫第19任幫主。
丐幫岳州大會後，因在鐵掌峰上為取《武穆遺書》乃累及黃蓉被鐵掌幫幫主裘千仞的「鐵掌」打至重傷瀕死（而裘千仞的胞兄裘千丈則墜落鐵掌峰身亡），靖、蓉二人在被鐵掌幫追殺途中在黑沼遇上神算子瑛姑，受瑛姑指引前往一燈大師隱居之處求醫。
黃蓉在被一燈大師以全身一陽指功力治癒後，兩人巧遇穆念慈，知其已在半月前失身楊康於鐵掌峰。二人回桃花島途中遇上身穿喪服的柯鎮惡，感到島上或曾發生事故。到桃花島後發現江南五怪被殺，郭靖因誤會而一口咬定此乃黃藥師所為，不聽黃蓉任何解釋並拋棄她，獨自乘船離開桃花島，回中原向黃藥師尋仇。
醉仙樓群雄大戰以及鐵槍廟諸事發生後，郭靖、黃蓉二人失散，後來郭靖得知江南五怪被殺之真相，加上知道黃蓉為揭此事真相以身犯險最後更被「西毒」歐陽鋒捉走，悔恨自己在此事上傷透了黃蓉的心，心中對她愧疚萬分，便四處奔走尋訪她的下落，結果卻是音訊皆無，達半年之久。
其後郭靖隨成吉思汗及蒙古大軍西征花剌子模。在此期間，郭靖研習《武穆遺書》和沙場戰略，奈何愚笨多有不明，幸得黃蓉暗中指點，促使他成為卓越軍事家。後來郭靖更得丐幫長老魯有腳與一眾丐幫弟子幫助下與黃蓉在西域初冬時節於禿木峰頂重逢，透過黃蓉的妙計三擒歐陽鋒又三次饒他不死，以及攻陷花剌子模都城撒馬爾罕城，最終殺掉殺父仇人完顏洪烈，殺父之仇得報。郭靖本与黄蓉约定一旦新立战功就在讨赏之际请求与华筝解除婚约，但为了避免蒙军屠城，他临时改为请求放过全城百姓，黃蓉见其失信遂离开，郭靖更被歐陽鋒所誤導，以為黃蓉已死於蒙古大漠的流沙中因而心灰意冷。
郭靖被歐陽鋒捉在石室中對練真經，一個多月後，周伯通追裘千仞至此，四大高手於石室亂戰，此戰亦證明郭靖由超一流高手晉身至絕頂高手的行列。
另一方面，郭靖和母親李萍發現成吉思汗計劃侵略南宋。母子兩人拒叛宋室，受成吉思汗要脅的李萍為免拖累郭靖選擇自殺，此事也間接地導致他和華箏的婚約終止，悲痛的郭靖因得哲別及拖雷相助才得以逃離蒙古，心灰意冷，逃回中原後因身穿蒙古服飾被宋人認定為蒙古韃子，與蒙古兵一樣殘暴而被痛打一頓，郭靖被打而不還手，幸得洪七公相救及啟發教導才得以重新振作。
第二次華山論劍，郭靖先後在「東邪」及「北丐」手下撐300招，但三人卻都輸給了由於逆練《九陰真經》而走火入魔、心智失常的「西毒」，無奈承認瘋癲的歐陽鋒之武功為當今天下第一。期間郭靖在華山重遇因誤會而出走的黃蓉，兩人解開一切誤會，和好如初，並在第二次華山論劍後，在黃藥師和洪七公面前訂下婚約。
而《射鵰英雄傳》的結尾，郭靖受邀前去見成吉思汗最後一面，並陪伴其在西夏一帶打獵射鵰。成吉思汗年老力衰，病重垂死，崩於金帳時口中仍念念不忘郭靖對他說的「英雄」定義。
此後郭靖與蒙古恩斷義絕，回中原後與黃蓉成親並定居桃花島十餘載，期間生下長女郭芙，直至蒙古正式侵宋時才舉家遷至襄陽禦敵。

### 《神鵰俠侶》
此時的郭靖武學修為已登峰造極，又因長期守護南宋襄陽邊境而受萬民景仰。歷經淬練的郭靖已脫射鵰時期單純魯鈍之氣，成熟穩重且具大將之風，具有領導才能。
儘管郭靖為宋朝出力多年，但未有謀官或正式參軍，僅以客卿客份助守襄陽。而呂文德和呂文煥兄弟雖為襄陽城防統帥，惟其人庸碌膽小，毫不稱職，故城防事務全靠郭靖主持，因而被襄陽軍民們視為中流砥柱。
郭靖與妻子黃蓉先後生育三個孩子：郭芙、郭襄和郭破虜，收留年幼喪母的武敦儒和武修文兩兄弟為徒弟，周伯通的弟子耶律齊與郭芙成親後成為其女婿。
郭靖對待故人楊康和穆念慈之子楊過如同親生。楊過曾誤以為郭靖為殺父仇人，三番四次欲加害郭靖但又見郭靖坦蕩為人而懷疑殺父的真實性故作罷；郭靖仁厚重義的性格深深影響了楊過的一生，使其免於誤入歧途。
郭靖在第三次華山論劍之時，繼承了其師父北丐洪七公的北位，成為「北俠」，與「中頑童」周伯通、「東邪」黃藥師、「南僧」一燈大師、「西狂」楊過合稱「新天下五絕」。

### 《倚天屠龍記》
金庸在小說中略略描述了郭黃夫婦後事。
在楊過暫緩襄陽之危的八年後，蒙古帝國因拖雷之長子蒙哥的死而四分五裂，拖雷之四子忽必烈在北方大都（今北京）稱帝後建立元朝，後元軍在阿朮、劉整、阿里海牙、史天澤、和伯顏等名將的領導下大舉南侵，決心滅宋。
郭靖在襄樊一役苦戰五年；首先襄陽城相鄰的樊城失守，敵軍用回回炮向襄陽不斷地轟擊，但是當時的南宋宰相賈似道隱瞞襄樊兩城的戰況及皇帝宋度宗整日沉迷於酒色不問政事，使襄陽守軍孤立無援。儘管郭靖精通《武穆遺書》所載兵法，但由於實力懸殊，故郭靖與妻子黃蓉意識到襄陽終會失陷、趙宋將滅於蒙古人的手中，並決意城破之日，以死殉國。
在城池快要失守時，郭靖、黃蓉託匠人將楊過給予郭家的玄鐵重劍、君子劍和淑女劍熔鑄成倚天劍和屠龍刀，把指示《九陰真經》、《降龍十八掌掌法精義》所在地之一塊鐵片藏於倚天劍中；《武穆遺書》之鐵片則藏於屠龍刀中，在江湖中開始為這兩件神兵流傳一句話︰「武林至尊，寶刀屠龍。號令天下，莫敢不從。倚天不出，誰與爭鋒。」並寄望後人以此復國。
最終，呂文煥率諸將向元軍投降，襄陽城失陷致南宋失去最後一道屏障，而加快滅亡步伐，已年逾七十的郭靖、黃蓉夫婦與兒子郭破虜一同殉國，貫徹其一生「為國為民，俠之大者」的高尚節操。

### 當世第一高手
神雕初期，郭靖與逆練《九陰真經》而神志不清的歐陽鋒展開久違的對決。十餘年來，郭靖潛心修練《九陰真經》，武功已大非昔比。上一屆「華山論劍」中尚不敵歐陽鋒的他，若無發生意外，兩人腳下多了一名無名房客，則郭靖可能取勝。
終南山一戰，郭靖以「降龍十八掌」配合「左右互搏之術」，破了「全真教」98人的“天罡北斗陣”，之後與蒙古王子霍都比武，以壓倒性的實力擊敗對方。
中期為救出被俘虜的武家兄弟，於蒙古軍營中力戰其安答拖雷的四子忽必烈手下4大高手，且表現得遊刃有餘，一擊便拿下尹克西，使其身受重傷無法行動，可見其武功之高。若不是楊過從中搗亂，大可輕易脱身。期間為護着楊過，與金輪國師比拼内力之时，仍能分心抵擋瀟湘子與尼摩星的攻勢。挫敗二人後，因左脅氣門已破，迫不得已御去掌力，以修練20餘年的上乘內功抵擋金輪國師排山倒海的攻勢才保住了性命，但也因而吐血重傷。之後馮默風前來救援，並阻擋金輪國師等人前進。楊過保護郭靖騎上小紅馬，從後方逃脱，而馮默風亦被從後追趕的金輪國師所擊斃。
後期蒙古大軍南侵襄陽之時，郭靖單槍匹馬於亂軍之中衝鋒殺敵。敵軍發射亂箭，仍傷不了他的半根寒毛，並且瞬間連斃蒙古4名勇將，神勇無比；在千軍萬馬中更以絕頂輕功一躍跳上數丈，差點成功上了城牆，只是因金轮國師所射的箭而阻斷去路。其表現「連蒙古兵馬亦停住，個個看得目定口呆」，就連忽必烈亦對其表現十分誇獎。如果不是前日為假扮受內傷的楊過療傷而大耗真氣，否則即使金輪國師向着他發箭，也無礙他繼續踴上。
《神雕俠侶》中的情節亦有敘述：“中原群雄大半知道郭靖武功驚人，又當盛年，只怕已算得當世第一，此時縱然是洪七公，也未必能強過他去。」
《倚天屠龍記》中，百歲高齡的一代宗師張三丰亦認為，以自己的畢生修為，可能還不及身負「降龍十八掌」、《九陰真經》、「雙手互搏」、「空明拳」四大神功和身懷上乘陣法「天罡北斗陣」的郭靖（張無忌轉述之語，新修版中被刪除）。

## 武功
《九陰真經》
是金庸小說中虛構的武學秘籍。是金庸武俠小說中威力極強大，也最富盛名的武學秘笈，也是武林中眾人無不想爭奪的一樣至寶。
經中包含各式上乘武學，乃一武學百科全書，所載內功、輕功、拳、掌、腿、刀法、劍法、杖法、鞭法、指爪、點穴密技、療傷法門、閉氣神功、移魂大法等無所不包。
只要練成其中任何一門絕學即可獨步武林，如在江湖中令人聞風喪膽的「黑風雙煞」也只是練成經中的九陰白骨爪和摧心掌，便馳騁大漠罕逢敵手，而且周身铜筋铁骨，刀枪不入。

### 上卷
- 北斗大法

九陰真經中多次提到說是修習上乘功夫的根基法門，經中所載的北斗大法微妙深奧，難以明白。郭靖見全真七子行功佈天罡北斗陣，以道家武功印證九陰真經中的道家武學，處處若合符節，獲得不少進益。
- 易筋鍛骨章

此篇為心法，練成後可激增內力，不但有打坐修練的靜功，也有由外而內的動功。郭靖賴以成為天下第一的關鍵武學。
- 療傷章

療傷篇是為療傷之用，亦能用以增加功力。
- 點穴篇

此篇只述及點穴方面的要旨，小說中未描述詳細的招式。
- 解穴秘訣

此篇為自通穴道之法，可在被人點中穴道或閉塞時，即可用此法自行打通。
- 收筋縮骨法

君山大會中郭靖以此“收筋缩骨法”脫縛。本是下五門的功夫，練至精深處可將身子縮成極小一團。
飛絮勁
屬於一種卸力的巧勁，可將對手強勁的攻擊力化為無形。
移魂大法
為攝心術的一種，實質有如現代的催眠，能用來對付武功高強，但心志不堅的對手。
蛇行狸翻
九陰真經所傳身法，是上乘的閃避身法，即便在地上翻滾，也是靈動異常，周伯通曾以此功避開黃藥師的掌法。
- 上天梯

一口氣能躍上兩、三尺，如訓練過全真教的金雁功，即可一躍丈許。郭靖於襄陽時借此輕功躍上城牆。
- 總綱

此篇為九陰真經的總綱及上卷的最後一章。
以梵文寫成，初版作者為達摩，自無問題，二版卻成為黃裳為免九陰真經落入歹人之手而加防備的一種手段。九陰真經的總綱精奧無比，能將修真之士所遇的幻象之類，轉為神通。
新修版九陰真經總綱更糾正了道家武學偏重陰柔的流弊，實現了陰陽互濟、剛柔並重的武學至高境界，威力強大無比。

### 下卷
大伏魔拳法
僅為九陰真經拳法中一招的名字，這門拳法剛陽之氣更重，與道家武學的一味陰柔並不相同。周伯通曾在百花谷利用左右互搏使出此招與楊過過招，最後打成平手，並獲楊過讚賞。
- 手揮五弦

原文：只見小龍女左掌已與歐陽鋒右掌抵上，知道師父功力遠遠不及義父，時刻稍久，必受內傷，當即伸五指在歐陽鋒右肘輕輕一拂，正是他新學九陰真經中的“手揮五弦”上乘功夫。他雖習練未熟，但落點恰到好處，歐陽鋒手臂微酸，全身消勁。
- 摧堅神爪

乃九陰真經中所載之上乘武功，金庸作品中只有黃衫女登場時使用。
峨嵋派第四代掌門周芷若亦急於速成而修練九陰白骨爪，欲將「金毛獅王」謝遜襲殺時，被黃衫女子以「摧堅神爪」輕鬆制伏，摧堅神爪與九陰白骨爪高下立判。
- 白蟒鞭

乃九陰真經中所載之武功，黃裳敵人所用，較易修煉速成，梅超風用鍍銀鋼鞭來練，後來周芷若也有修練此門武學。
- 金鐘罩鐵布衫

橫練功夫，黃裳敵人所用，較易修煉速成，黑風雙煞練了七八成後就能橫行江湖。
「雙手互搏」
關鍵訣竅全在「分心二用」四字，雙手分使兩般武功，勁力雖稍減，威力卻倍增。聰明且心思縝密者無法領悟，只有思想單純者方可理解，除了發明者周伯通外，只有郭靖與小龍女學會。
「空明拳」
由義兄周伯通所授。天下至陰至柔的拳，以虛擊實，以不足勝有餘，要旨是“以空而明”“空、柔”，柔中帶韌的拳，拳力若有若無，出拳勁道要虛，身子柔軟如蟲，拳招糊里糊塗。
「降龍十八掌」
「古武降龍，天下無敵」，被譽為天下第一掌法，招式簡明而勁力精深的武功，精要之處，全在運勁發力，全憑勁強力猛取勝，無堅不摧、無固不破，雖招數有限，但每出一掌均有龍吟虎嘯之勢、每出一招均具無窮威力。
注: 三聯版: 降龍十八掌失傳三掌，由洪七公自行補創。 新修: 降龍十八掌原先是二十八掌，由蕭峰精修成降龍十八掌，由逍遙派掌門虛竹傳授下來。
「逍遙遊」
逍遙遊是洪七公年少時所用的武功，已棄用多年，曾後先後傳給黃蓉、穆念慈和郭靖。
「 天罡北斗陣」
郭靖在掌法之中混合全真教中最上乘的玄門陣法「天罡北斗陣」，斗到分際，身形按北斗星座的方位穿插來去，一個人竟似化身為七人一般，猶如一人身兼數人功力，威不可擋。
江南七怪所授之武學
江南七怪賴以成名的絕技，雖不能與九陰真經、降龍十八掌等絕頂武學相比，但練成其中任何一門也可在江湖上佔得一席之地。
有授予郭靖的共有：
伏魔杖法、空手奪白刃、分筋錯骨手、金龍鞭法、南山刀法、開山掌法、角抵之術（即摔跤）、呼延槍法、越女劍法。
蒙古箭術及摔跤
由哲別及其他蒙古人所授，兼具強身健體之效的搏打技藝，書中記述郭靖在跟歐陽克的比試中在不知所措時下意識用上過。

## 人物裝備
金刀：
郭靖相助铁木真化解扎木合叛变之围後，得铁木真垂青相赠金刀，並与铁木真之女华筝订婚，成为「金刀驸马」。
《九陰真經》：
是武侠小说史上最富盛名的武学秘笈，为上下两卷的经文，天下学武之人均视为至宝的经书。
《武穆遺書》：
為岳飛所著。岳飞死後，武穆遗书一直藏於南宋临安皇宮翠寒堂东十五步处水帘石洞下，後被「铁掌帮」帮主上官剑南盗回「铁掌峰」，藏於帮中圣地。
《射雕英雄传》一書中，完顏洪烈見金國跟蒙古戰鬥屢屢不敵，希望得到遺書中用兵要訣，以滅蒙古及南宋，故請得歐陽鋒父子及彭連虎、沙通天等武林高手幫助，前往水洞盜書。惟他们不知遺書原本早已被「鐵掌幫」幫主盜去，所奪得的只是一個空盒。郭靖亦為保護此書，與歐陽鋒交手而至重傷，幸得黄蓉相助於密室療傷七天後方癒。
郭靖与黄蓉因臨安牛家村曲三酒館中发现曲藏有遗书所在地的画，得知遗书藏於「铁掌峰」，最後成功取得。

## 寵物
「白鵰」
生于北國的一種大鵰。
雙翅展開足有一丈多長，羽毛堅硬如鐵，撲擊而下，能把整頭小馬大羊攫到空中。
郭靖少年時住處旁邊的山上住有一對白鵰，身形之巨，比之常雕大出倍許，且鵰羽為稀有的白色，實為罕見之物。
一日，老白鵰與來侵的黑鵰惡戰身死，留下一對尚未學會飛翔的小白鵰。眼見這對白鵰即將要餓死在懸崖之頂，被全真教「丹陽子」馬鈺及時救下，後交予華箏喂養。
後來，這一對大鵰通人性，顯神威，多次於危難之中相救郭靖。
「小紅馬」
據傳説，西域大宛有一種天馬，肩上出汗時殷紅如血，脅如插翅，日行千里。郭靖在蒙古草原巧得神駒「小紅馬」，即為「汗血寶馬」。和蒙古皇帝蒙哥的寶馬「飛雲錐」不相上下。

## 歷史原型
據考證郭靖原型為當時的蒙古漢族將軍郭寶玉。

## 影视形象

### 劇集
《射鵰英雄傳》：
- 白　彪：香港佳藝電視《射雕英雄傳》（1976年）
- 黃日華：香港無綫電視《射雕英雄傳》（1983年）
- 黃文豪：台灣中視《射雕英雄傳》（1988年）
- 張智霖：香港無綫電視《射雕英雄傳》（1994年）
- 李亞鵬：中國大陸慈文影視《射雕英雄傳》（2003年）
- 胡　歌：上海唐人影視《射雕英雄傳》（2008年）
- 杨旭文：中國大陸华策影视、完美影视聯合出品《射雕英雄傳》（2017年）
- 此　沙：中國大陸企鵝影視、耀客傳媒聯合出品《金庸武侠世界》（2024年）

《神鵰俠侶》：
- 白　彪：香港佳藝電視《神鵰俠侶》（1976年）、香港無綫電視《神鵰俠侶》（1995年）
- 梁家仁：香港無綫電視《神鵰俠侶》（1983年）
- 向雲鵬：台灣中視《神鵰俠侶》（1984年）
- 孫　興：台灣台視《神鵰俠侶》（1998年）
- 朱厚任：新加坡新傳媒《神鵰俠侶》（1998年）
- 王洛勇：中國中央電視台《神鵰俠侶》（2006年）
- 鄭國霖：中國大陸华夏视听、于正工作室聯合出品《神鵰俠侶》（2014年）
- 邵　兵：中國大陸芒果娛樂、盛夏星空傳媒聯合出品《新神鵰俠侶》（待播）

### 電影
《射鵰英雄傳》：
- 曹達華：《射鵰英雄傳》（1958年），香港峨嵋電影公司
- 傅　聲：《射鵰英雄傳》（1977年）、《射鵰英雄傳續集》（1978年）、《射鵰英雄傳第三集》（1981年），邵氏公司
- 耿業庭：《射鵰英雄傳之降龍十八掌》（2021年），寰亞電影製作有限公司
- 肖　戰：《射雕英雄傳：俠之大者》（2025年），中影集團

《神鵰俠侶》：
- 林　蛟：《神鵰俠侶》（1960年），香港峨嵋電影公司
- 郭　追：《神鵰俠侶》（1982年），邵氏公司
- 陳觀泰：《楊過與小龍女》（1982年），邵氏公司

### 動畫
- 陳欣配音：《神鵰俠侶》（2003年）、《神鵰俠侶II襄陽風雲》（2004年）、《神鵰俠侶》（2008年）

## 相關人物
| 郭盛   |        |        |        |        |        |        |        |        |        |      |      |      |      |      |      |        |        |        |        |        |        |      |      |        |        |        |        |        |        |        |        |          |          |          |          |          |          |        |        |        |        |  |  |        |        |        |        |        |        |  |  |        |        |        |        |        |        |  |  |        |        |        |        |        |        |  |  |
|        |        |        |        |        |        |        |        |        |        |      |      |      |      |      |      |        |        |        |        |        |        |      |      |        |        |        |        |        |        |        |        |          |          |          |          |          |          |        |        |        |        |  |  |        |        |        |        |        |        |  |  |        |        |        |        |        |        |  |  |        |        |        |        |        |        |  |  |
|        |        |        |        |        |        |        |        |        |        |      |      |      |      |      |      |        |        |        |        |        |        |      |      |        |        |        |        |        |        |        |        |          |          |          |          |          |          |        |        |        |        |  |  |        |        |        |        |        |        |  |  |        |        |        |        |        |        |  |  |        |        |        |        |        |        |  |  |
| 郭嘯天 | 郭嘯天 | 郭嘯天 | 郭嘯天 | 郭嘯天 | 郭嘯天 |        |        | 李萍   | 李萍   | 李萍 | 李萍 | 李萍 | 李萍 |      |      | 黄药师 | 黄药师 | 黄药师 | 黄药师 | 黄药师 | 黄药师 |      |      | 馮氏蘅 | 馮氏蘅 | 馮氏蘅 | 馮氏蘅 | 馮氏蘅 | 馮氏蘅 |        |        |          |          |          |          |          |          |        |        |        |        |  |  |        |        |        |        |        |        |  |  |        |        |        |        |        |        |  |  |        |        |        |        |        |        |  |  |
| 郭嘯天 | 郭嘯天 | 郭嘯天 | 郭嘯天 | 郭嘯天 | 郭嘯天 |        |        | 李萍   | 李萍   | 李萍 | 李萍 | 李萍 | 李萍 |      |      | 黄药师 | 黄药师 | 黄药师 | 黄药师 | 黄药师 | 黄药师 |      |      | 馮氏蘅 | 馮氏蘅 | 馮氏蘅 | 馮氏蘅 | 馮氏蘅 | 馮氏蘅 |        |        |          |          |          |          |          |          |        |        |        |        |  |  |        |        |        |        |        |        |  |  |        |        |        |        |        |        |  |  |        |        |        |        |        |        |  |  |
|        |        |        |        |        |        |        |        |        |        |      |      |      |      |      |      |        |        |        |        |        |        |      |      |        |        |        |        |        |        |        |        |          |          |          |          |          |          |        |        |        |        |  |  |        |        |        |        |        |        |  |  |        |        |        |        |        |        |  |  |        |        |        |        |        |        |  |  |
|        |        |        |        | 郭靖   | 郭靖   | 郭靖   | 郭靖   | 郭靖   | 郭靖   |      |      |      |      |      |      |        |        |        |        | 黄蓉   | 黄蓉   | 黄蓉 | 黄蓉 | 黄蓉   | 黄蓉   |        |        |        |        |        |        | 耶律楚材 | 耶律楚材 | 耶律楚材 | 耶律楚材 | 耶律楚材 | 耶律楚材 |        |        |        |        |  |  | 武三通 | 武三通 | 武三通 | 武三通 | 武三通 | 武三通 |  |  | 武三娘 | 武三娘 | 武三娘 | 武三娘 | 武三娘 | 武三娘 |  |  |        |        |        |        |        |        |  |  |
|        |        |        |        | 郭靖   | 郭靖   | 郭靖   | 郭靖   | 郭靖   | 郭靖   |      |      |      |      |      |      |        |        |        |        | 黄蓉   | 黄蓉   | 黄蓉 | 黄蓉 | 黄蓉   | 黄蓉   |        |        |        |        |        |        | 耶律楚材 | 耶律楚材 | 耶律楚材 | 耶律楚材 | 耶律楚材 | 耶律楚材 |        |        |        |        |  |  | 武三通 | 武三通 | 武三通 | 武三通 | 武三通 | 武三通 |  |  | 武三娘 | 武三娘 | 武三娘 | 武三娘 | 武三娘 | 武三娘 |  |  |        |        |        |        |        |        |  |  |
|        |        |        |        |        |        |        |        |        |        |      |      |      |      |      |      |        |        |        |        |        |        |      |      |        |        |        |        |        |        |        |        |          |          |          |          |          |          |        |        |        |        |  |  |        |        |        |        |        |        |  |  |        |        |        |        |        |        |  |  |        |        |        |        |        |        |  |  |
|        |        |        |        |        |        |        |        |        |        |      |      |      |      |      |      |        |        |        |        |        |        |      |      |        |        |        |        |        |        |        |        |          |          |          |          |          |          |        |        |        |        |  |  |        |        |        |        |        |        |  |  |        |        |        |        |        |        |  |  |        |        |        |        |        |        |  |  |
|        |        |        |        | 郭破虜 | 郭破虜 | 郭破虜 | 郭破虜 | 郭破虜 | 郭破虜 |      |      | 郭襄 | 郭襄 | 郭襄 | 郭襄 | 郭襄   | 郭襄   |        |        | 郭芙   | 郭芙   | 郭芙 | 郭芙 | 郭芙   | 郭芙   |        |        | 耶律齐 | 耶律齐 | 耶律齐 | 耶律齐 | 耶律齐   | 耶律齐   |          |          | 耶律燕   | 耶律燕   | 耶律燕 | 耶律燕 | 耶律燕 | 耶律燕 |  |  | 武敦儒 | 武敦儒 | 武敦儒 | 武敦儒 | 武敦儒 | 武敦儒 |  |  | 武修文 | 武修文 | 武修文 | 武修文 | 武修文 | 武修文 |  |  | 完顏萍 | 完顏萍 | 完顏萍 | 完顏萍 | 完顏萍 | 完顏萍 |  |  |
|        |        |        |        | 郭破虜 | 郭破虜 | 郭破虜 | 郭破虜 | 郭破虜 | 郭破虜 |      |      | 郭襄 | 郭襄 | 郭襄 | 郭襄 | 郭襄   | 郭襄   |        |        | 郭芙   | 郭芙   | 郭芙 | 郭芙 | 郭芙   | 郭芙   |        |        | 耶律齐 | 耶律齐 | 耶律齐 | 耶律齐 | 耶律齐   | 耶律齐   |          |          | 耶律燕   | 耶律燕   | 耶律燕 | 耶律燕 | 耶律燕 | 耶律燕 |  |  | 武敦儒 | 武敦儒 | 武敦儒 | 武敦儒 | 武敦儒 | 武敦儒 |  |  | 武修文 | 武修文 | 武修文 | 武修文 | 武修文 | 武修文 |  |  | 完顏萍 | 完顏萍 | 完顏萍 | 完顏萍 | 完顏萍 | 完顏萍 |  |  |

- 師父：哲別、江南七怪、「北丐」洪七公
- 妻子：黃蓉（本為愛人，在《射鵰英雄傳》結尾與其成親而成為其丈夫）
- 女兒：郭芙、郭襄
- 徒弟：武敦儒、武修文
- 義姪：楊過
- 岳父：「東邪」黃藥師
- 東邪：黃藥師
- 西狂：楊過（亦為義侄）
- 南僧：一燈大師
- 結拜兄弟：「老頑童」周伯通（在《神雕侠侣》结尾时，成为了“新天下五绝”之首，得“中顽童”之号）、拖雷、楊康（最後反目成仇兼決裂）
- 青梅竹馬：華箏（實際上只是華箏單戀郭靖，二人雖有婚約，郭靖更被封為成吉思汗的金刀駙馬，但他從來只當華箏為妹妹，並從來只愛黃蓉一人。最後因各種原因導致郭靖與蒙古決裂並逃回中原，華箏遂自行取消與郭靖的婚約，最後她寫了一張飛鴿傳書警告郭靖蒙古大軍即將侵略襄陽後，最終遷移於西域隱居，並誓永不與郭靖再相見。）

## 相关资料
1. ↑  .   [2011-12-05]. （原始内容存档于2012-02-28）.